# Serakat Jaya
Serakat Jaya is een bestuurslaag in het regentschap Ogan Komering Ulu Selatan van de provincie Zuid-Sumatra, Indonesië. Serakat Jaya telt 1019 inwoners (volkstelling 2010).